# Cầu băng

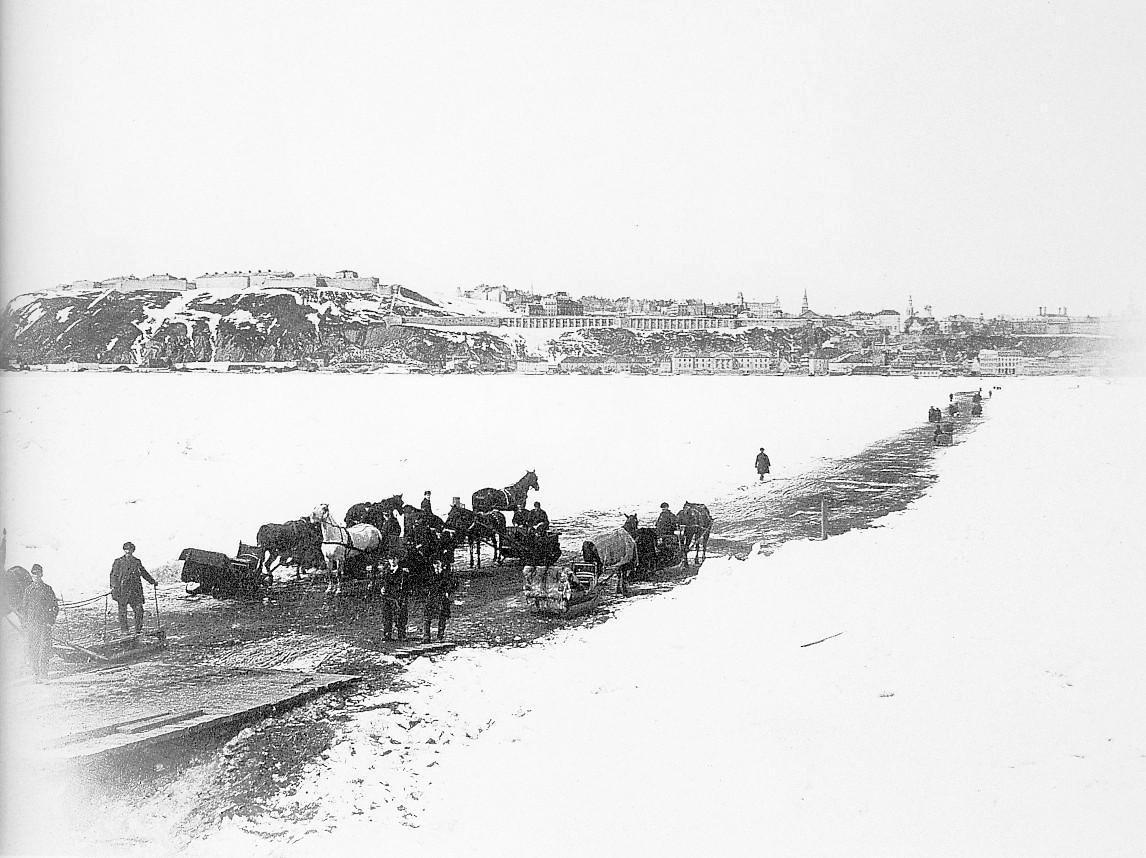
Cây cầu băng trên sông St. Lawrence giữa Québec và Lévis, Canada, vào năm 1892

Cầu băng đôi khi được sử dụng như một từ đồng nghĩa với con đường băng.
Cây cầu băng là một cấu trúc tự nhiên đóng băng được hình thành trên biển, vịnh, sông hoặc mặt hồ. Chúng tạo điều kiện cho việc di chuyển của động vật hoặc con người qua một vùng nước mà trước đây các động vật trên cạn, bao gồm cả con người không thể vượt qua được. Các cây cầu băng quan trọng nhất được hình thành bởi băng hà, kéo dài khoảng cách nhiều dặm trên các cơ quan nước đôi khi tương đối sâu.
Một ví dụ về cây cầu băng lớn như vậy là kết nối đảo Öland với đất liền Thụy Điển khoảng 9000 năm trước Công nguyên. Cây cầu này đạt đến tiện ích tối đa khi sông băng đang rút lui, tạo thành một cây cầu đóng băng thấp. Cây cầu băng Öland cho phép cuộc di cư đầu tiên của con người đến đảo land, nơi được ghi nhận dễ dàng nhất bởi các nghiên cứu khảo cổ học của người Alby.
Trong cuốn tiểu thuyết The Fur Country năm 1873 của Jules Verne, một nhóm người làm nghề bẫy lông thiết lập một pháo đài trên những gì họ nghĩ là mặt đất ổn định, chỉ sau đó tìm thấy nó chỉ là một tảng băng tạm thời được gắn bởi một cây cầu băng vào đất liền.